# سینمای جاذبه‌ها
مفهوم «سینمای جاذبه‌ها» (Cinema of Attractions)، یکی از مفاهیم کلیدی در مطالعات سینمایی است که توسط تام گانینگ (Tom Gunning) در مقاله‌ای با عنوان «The Cinema of Attractions: Early Film, Its Spectator and the Avant-Garde» معرفی شد. این مفهوم به دوره‌ای از تاریخ سینما اشاره دارد که در آن، فیلم‌ها بیشتر بر نمایش و جلب توجه مخاطب تمرکز داشتند تا بر روایت داستانی.

## تعریف و ویژگی‌ها
«سینمای جاذبه‌ها» به فیلم‌هایی اطلاق می‌شود که بین سال‌های ۱۸۹۵ تا ۱۹۰۸ تولید شدند و بیشتر به نمایش مستقیم و تحریک حواس بیننده می‌پرداختند. در این نوع سینما، عناصر بصری جذاب، ترفندهای سینمایی و تعامل مستقیم با مخاطب اهمیت داشتند. برای مثال، بازیگران مستقیماً به دوربین نگاه می‌کردند یا حرکات نمایشی انجام می‌دادند تا توجه بیننده را جلب کنند.
در مقابل، سینمای روایی که پس از این دوره شکل گرفت، بر ساختار داستانی، شخصیت‌پردازی و تدوین متمرکز بود. در این نوع سینما، هدف اصلی انتقال داستانی منسجم و ایجاد دنیایی خیالی برای مخاطب بود. در حالی که «سینمای جاذبه‌ها» بیشتر به نمایش و تجربه بصری می‌پرداخت، سینمای روایی به دنبال ایجاد ارتباط احساسی و داستانی با بیننده بود.

## تأثیرات و میراث
اگرچه «سینمای جاذبه‌ها» به عنوان مرحله‌ای ابتدایی در تاریخ سینما شناخته می‌شود، اما تأثیرات آن در سینمای معاصر نیز قابل مشاهده است. فیلم‌های تجربی، ویدئو آرت‌ها و برخی از آثار سینمایی مدرن همچنان از عناصر این نوع سینما بهره می‌برند. همچنین، این مفهوم به پژوهشگران کمک کرده است تا درک بهتری از تحول سینما و نقش مخاطب در تجربه سینمایی داشته باشند.

## نمونه‌های تاریخی
از نمونه‌های معروف سینمای جاذبه‌ها می‌توان به فیلم‌های برادران لومیر (مانند Arrival of a Train at La Ciotat Station, 1896) و فیلم‌های ژرژ ملی‌یس مانند A Trip to the Moon (1902) اشاره کرد. این فیلم‌ها به‌جای روایت کلاسیک، بیشتر بر ایجاد حیرت و شگفتی از طریق جلوه‌های بصری تمرکز داشتند.